# Удалрих I
Удалрих I (на немски: Udalrich I, Ulrich, Adalrich, Odalrich; 778/817 доказан; † пр. 824) е франкски граф в Аламания, родоначалник на фамилията Удалрихинги.

## Произход, управление и наследство
Удалрих I е син на граф Геролд от Винцгау и Има, дъщеря на алеманския dux Хнаби (от Агилолфингите), основател на старата линия на род Ахалолфинги и на Хересвинд. Брат е на Хилдегард, която се омъжва през 771 г. за Карл Велики, и на граф Геролд Млади († 799), основателят на род Геролдони.
Удалрих I е доказан от 778 г. През 780/781 г. той е граф в Албгау и Брайзгау в Южен Шварцвалд, граф в Хегау (787 – 791), 787 граф в Тургау, граф на северния бряг на Бодензе (805/817), граф в Елзас (778/817). След смъртта на чичо му Руадперт, брат на майка му, той поема Линцгау, Аргенгау, Рейнгау и Алпгау.
Удалрих I загубва Тургау. След неговата смърт неговите наследници загубват и графствата в Шварцвалд и фамилията управлява само на територията на Бодензе.

## Фамилия
Съпругата на Удалрих е неизвестна. Неговите деца са:
- Бебо, 803 доказан
- Геролд, 803 доказан
- Удалрих, 800/803 доказан
- Радберт (800/803) или Руадберт; † 817, 806/813 – 814 граф, 806 граф в Тургау, 807/813 – 814 граф на северния бряг на Бодензе, 807 граф в Аргенгау, 813 – 814 граф в Линцгау, погребан в Линдау
- ? Ерих